# Simon Fraser (Diplomat)

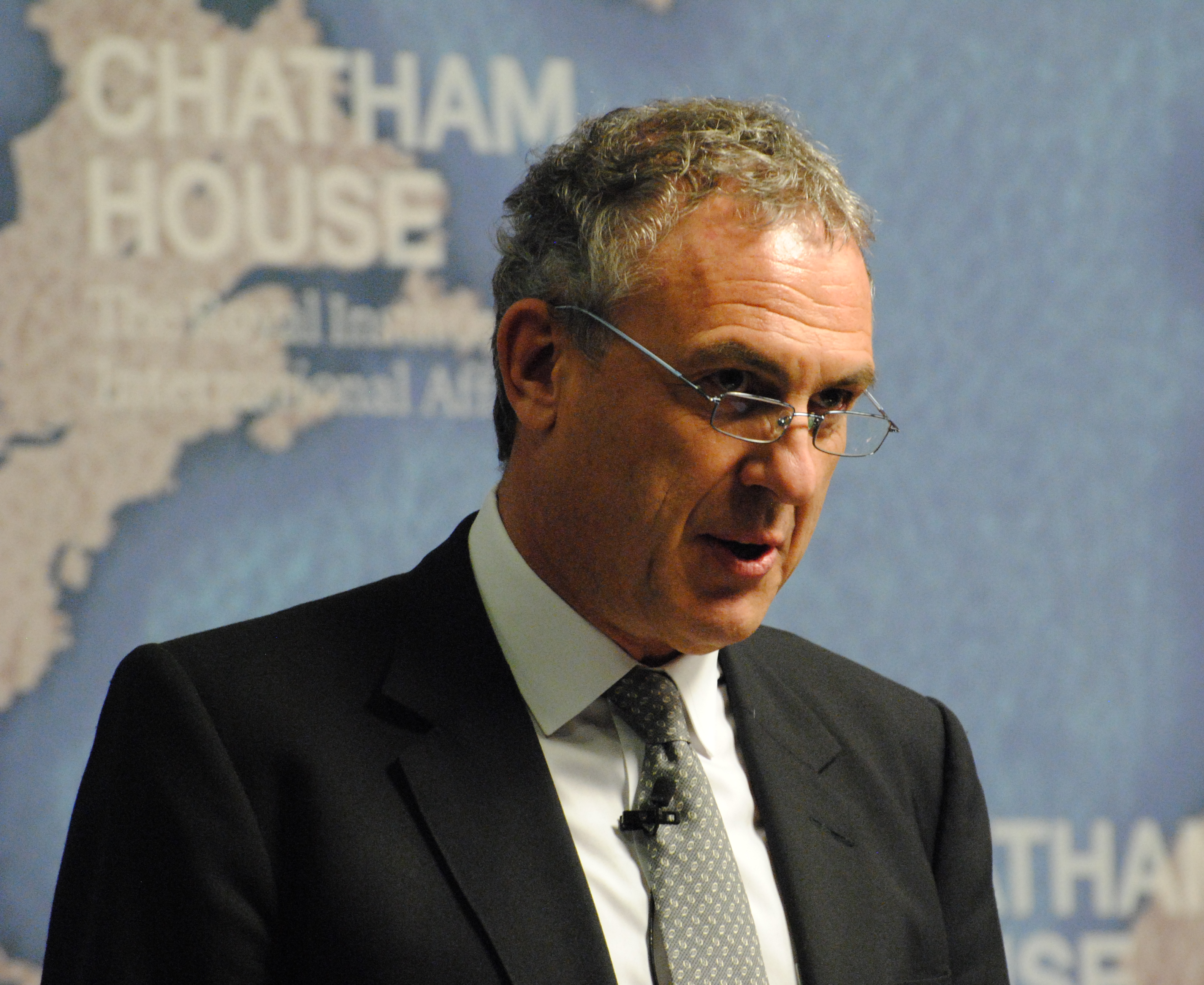
Sir Simon James Fraser bei einer Veranstaltung des Chatham House (2015)

Sir Simon James Fraser, GCMG (* 3. Juni 1958) ist ein ehemaliger britischer Diplomat und Regierungsbeamter, der unter anderem zwischen 2009 und 2010 Ständiger Unterstaatssekretär im Ministerium für Unternehmen, Innovation und Qualifikationen sowie von 2010 bis 2015 Ständiger Unterstaatssekretär im Ministerium für Auswärtiges und Angelegenheiten des Commonwealth of Nations war.

## Leben
Simon James Fraser, Sohn von James Stuart Fraser und dessen Ehefrau Joan Fraser, absolvierte nach dem Besuch der renommierten 1509 gegründeten St Paul’s School in London ein Studium im Fach Klassische Altertumswissenschaft am Corpus Christi College der University of Cambridge, das er mit einem Master of Arts (M.A. Classics) abschloss. Er fand nach seinem Eintritt in den diplomatischen Dienst 1979 Verwendungen an zahlreichen Auslandsvertretungen sowie im Ministerium für Auswärtige und Commonwealth-Angelegenheiten (Foreign and Commonwealth Office) und fungierte zwischen 1999 und 2002 als Botschaftsrat für Politische Angelegenheiten an der Botschaft in Frankreich. Im Anschluss war er von 2002 bis 2004 Leiter der Unterabteilung für Strategie und Innovation (Director, Strategy and Innovation) sowie 2004 kurzzeitig Leiter der Unterabteilung Mittlerer Osten und Nordafrika im Ministerium für Auswärtige und Commonwealth-Angelegenheiten. Danach war er von 2004 bis 2008 Kabinettschef von Peter Mandelson, dem EU-Kommissar für Handel sowie zwischen 2008 und 2009 Leiter der Abteilung Europa und Globalisierung (Director-General, Europe and Globalisation) im Ministerium für Auswärtige und Commonwealth-Angelegenheiten. Er wurde für seine Verdienste 2009 Companion des Order of St Michael and St George (CMG). 
2009 wechselte Fraser ins Ministerium für Unternehmen, Innovation und Qualifikationen (Department for Business, Innovation and Skills) und war dort als Ständiger Unterstaatssekretär (Permanent Under-Secretary) höchster Regierungsbeamter des Ministeriums. Im Anschluss kehrte er 2010 ins Ministerium für Auswärtige und Commonwealth-Angelegenheiten zurück und war dort als Nachfolger von Peter Ricketts als Ständiger Unterstaatssekretär ebenfalls höchster Regierungsbeamter dieses Ministeriums. Während dieser Zeit wurde er am 15. Juni 2013 zum Knight Commander des Order of St Michael and St George (KCMG) geschlagen und führte seither den Namenszusatz „Sir“. Er bekleidete den Posten des Permanent Under-Secretary for Foreign and Commonwealth Affairs bis 2015, woraufhin Simon McDonald seine Nachfolge antrat. Am 31. Dezember 2015 wurde er zudem zum Knight Grand Cross des Order of St Michael and St George (GCMG) erhoben. Nach seinem Ausscheiden aus dem Regierungsdienst 2015 wurde er Geschäftsführender Partner von Flint Global Ltd und ist zudem stellvertretender Vorsitzender der Denkfabrik Chatham House. Des Weiteren engagiert er sich als Treuhänder der von Harris Bokhari, einem Mitglied der Muslim Association of Britain (MAB), gegründeten Patchwork Foundation.
Simon Fraser ist mit Shireen Fraser verheiratet und Vater zweier Kinder.